# Jakob Porsér
Hans Jakob Porsér, alias “JahKob”, född 13 februari 1978 i Luleå, är en svensk spelutvecklare.

## Biografi
Porsér grundade Mojang tillsammans med Markus Persson och Carl Manneh. Markus Persson skapade datorspelet Minecraft och sedan skapade han och Markus Mojang Studios.
Porsér är en uttalad supporter till Luleå Hockey och har även sponsrat dem ekonomiskt.